# 斎藤忠 (評論家)
斎藤 忠（さいとう ちゅう、1902年（明治35年）12月29日 - 1994年（平成6年）1月12日）は日本の国際政治評論家、軍事評論家、ジャーナリスト。大日本言論報国会常務理事、『ジャパンタイムズ』論説主幹等を歴任した。尾浜惣一の筆名で翻訳も行っている。
考古学者の斎藤忠（さいとう ただし）は同姓同名の別人である。

## 経歴
1902年（明治35年）12月29日、新潟県に生まれる。本籍地は東京市麹町区富士見町二丁目（現在の千代田区九段南）。
1928年（昭和3年）、東京帝国大学文学部英文科を卒業、大学院に進学し1930年（昭和5年）4月に2年の課程を修了、1933年（昭和8年）4月まで在籍。大学院での研究題目は「文芸復興期以後ノ欧羅巴ニ於ケル浪漫精神ノ研究」。イギリス・ドイツおよび北欧に留学後、1933年、国際文化振興会英文百科辞彙編纂所長。
1933年以後、国防・軍事・外政に関する評論活動を生業とする。
1936年（昭和11年）より1940年（昭和15年）まで、東京帝国大学附属図書館前館長の姉崎正治とともに、図書館内において日本文化資料を調査する研究会を主宰する。
1937年（昭和12年）から1947年（昭和22年）まで読売新聞論説客員。日本評論家協会常任委員・軍事外交部会長、海軍省外交懇談会委員、内閣委員、日本放送協会対外放送委員、海洋文化協会理事などを歴任する。1942年（昭和17年）の大日本言論報国会設立に際して理事に就任、津久井龍雄（1901-1989）の退任を受け、常務理事（総務局長）に就任。このため占領中は、GHQにより公職追放となる。
公職追放中、極東国際軍事裁判（東京裁判）にて、東郷茂徳・広田弘毅の弁護に関係した。
1952年（昭和27年）に講話発効により追放解除し、国士舘大学教授、防衛協会常務理事に就任。また調達庁英文顧問、民主政治教育連盟顧問に就任した。
1957年（昭和32年）『ジャパンタイムズ』論説主幹に就任、1967年（昭和42年）より同顧問。日本青年協議会の機関紙『祖国と青年』で、時事評論を1970年代から没する2年前の1992年1月号まで連載執筆した。
この他に、国民新聞社取締役会長・同最高顧問、総理府公務員制度審議会委員、文部省教科書用図書検定審議会委員、安全保障国民会議議長、日本郷友連盟顧問、英霊にこたえる会参与、日本を守る会代表委員・同東京都民会議議長、靖国国防研究会最高顧問、北方協会特別顧問、日本教師会顧問、新教育者連盟顧問、全日本教育父母会議特別顧問、アジア・アフリカ圏協会顧問、日華復交国民同盟顧問、人権擁護調査会顧問、時事通信社『パシフィック・コミュニティ』主席顧問、外交時報社顧問、自由アジア擁護連盟理事、新日本文化人会議理事、協和協会常務理事、靖国忠霊祭総代、核兵器禁止平和建設国民会議（核禁会議）副議長などを歴任した。
元々社の『最新科学小説全集』の翻訳に「尾浜惣一」名義で参加しており、エル・ロン・ハバードの『宇宙航路』と、ヴアン・ヴォーグトの『新しい人類スラン』を訳している。また、同全集でブラドベリー『火星人記録』を訳した斎藤静江は、斎藤忠の妻である。
1994年（平成6年）1月12日死去。

## 著書
- 『英米包囲陣と日本の進路』春陽堂書店、1941年
- 『太平洋戦略序論』春陽堂書店、1941年12月
- 『日本戦争宣言』春陽堂書店、1942年4月
- 『世界維新戦論』第一公論社、1942年
- 『海戦 1914-1918』海洋文化社、1942年
- 『原子力以後の国防』元々社〈民族教養新書〉、1954年2月
- 『北欧神話』元々社〈民族教養新書〉、1955年6月
- 『世界政局の焦点』報国新聞社〈時事叢書〉、1961年2月
- 『ベルリン危機後の極東』外交知識普及会、1961年11月
- 『艨艟の名を語る』出版協同社、1962年2月
- 『祖国復興の宿願』日本教文社、1982年4月[10]

### 翻訳
- エル・ロン・ハバード; 尾浜惣一訳『宇宙航路』元々社〈最新科学小説全集 1〉、1956年
- ヴアン・ヴォーグト; 尾浜惣一訳『新しい人類スラン』元々社〈最新科学小説全集 12〉、1956年